# Le Grand Jeu (revue)
Pour les articles homonymes, voir Le Grand Jeu.
Le Grand Jeu est le nom, proposé par Roger Vailland, d'une revue littéraire et, par extension, du groupe dont elle est l'expression de 1927 à 1932.

## Histoire du groupe
En 1922, à Reims, quatre lycéens, René Daumal, Roger Gilbert-Lecomte, Roger Vailland et Robert Meyrat forment un groupe qu'ils appellent « Phrères simplistes » ayant pour but de retrouver « la simplicité de l'enfance et ses possibilités de connaissance intuitive et spontanée » par des pratiques de recherches extrasensorielles. Fondé sur la révolte et la pataphysique, ce groupe aux allures de société initiatique va tenter l'exploration du monde onirique par le recours aux textes mystiques et par l'usage de drogues.
C'est en 1925, à Paris, qu'ils découvrent le surréalisme, mouvement dans lequel ils reconnaissent certaines recherches similaires comme les sommeils forcés, et dont ils admirent le caractère révolutionnaire. C'est Léon Pierre-Quint, le directeur des éditions Kra, qui permet les contacts avec le groupe de la revue Discontinuité animé par Arthur Adamov et celui de Bifur dirigé par Georges Ribemont-Dessaignes.
Le groupe s'étoffe avec l'arrivée du peintre Joseph Sima, puis de Pierre Audard, André Delons le dessinateur Artür Harfaux, le poète Maurice Henry, Pierre Minet et le critique littéraire André Rolland de Renéville et noue des contacts avec Robert Desnos.
S'y ajoute le cercle dit des « Amis du Grand Jeu », collaborateurs à la revue et au groupe, qui compte notamment Georges Ribemont-Dessaignes, Léon Pierre-Quint, Marianne Lams et le peintre et créateur de costumes Mayo. 

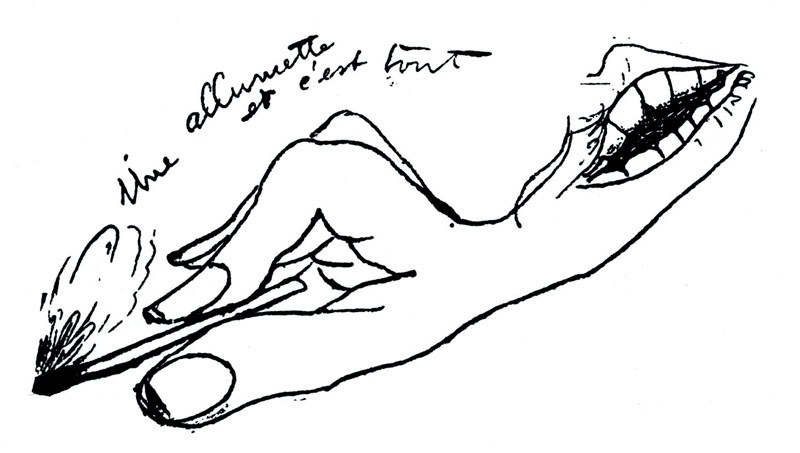
Illustration de Mayo pour le deuxième numéro du Grand Jeu

André Breton mesurant la qualité des membres du Grand Jeu, notamment Rolland de Renéville, souhaite la coopération entre les deux groupes. 
Les membres du Grand Jeu, notamment René Daumal et Roger Gilbert-Lecomte, s'affranchiront vite des idées surréalistes, limitées à leurs yeux au domaine du subconscient, notamment avec l'écriture automatique, qui ne donnent pas accès à « une métaphysique expérimentale ».
Le premier numéro de la revue paraît en juin 1928 : « Le Grand Jeu est irrémédiable : il ne se joue qu'une fois. Nous voulons le jouer à tous les instants de notre vie. » Gilbert-Lecomte, avant-propos du premier numéro.
En septembre 1928, l'écrivain Monny de Boully quitte le groupe d'André Breton pour Le Grand Jeu. Intégré au groupe surréaliste depuis 1925, il était entré en conflit avec Breton à l'occasion du rapprochement des surréalistes avec les collaborateurs de Clarté, revue proche du parti communiste français (1927). Il reprochait à Breton de sacrifier le caractère expérimental du surréalisme. Cette défection amène Breton à instruire le « procès » du Grand Jeu, le 11 mars 1929. Sous couvert d'une réunion sur le thème « Examen critique du sort fait récemment à Léon Trotsky » (exilé par Staline), Breton demande l'exclusion (qui sera refusée) de Roger Vailland du Grand Jeu, en raison de la parution dans un journal quotidien d'un article de ce dernier rendant hommage au préfet de police Jean Chiappe.
En dépit de cette tentative d'André Breton de fragiliser le groupe, l'activité du Grand Jeu perdure avec force, même après la rupture avec Roger Vailland (janvier 1930) : parution du deuxième numéro de la revue, organisation d'expositions (galerie Bonaparte en 1929) et de conférences…
Dans une volonté d'apaisement, Louis Aragon entreprend plusieurs démarches auprès de Rolland de Renéville. Mais la parution du Second Manifeste du surréalisme d'André Breton refroidit les tentatives de réconciliation. René Daumal, sommé de « préciser sa position personnelle » à l'égard du surréalisme, répond à Breton par une lettre ouverte, publiée dans le troisième numéro du Grand Jeu :

« Pour une fois, vous avez devant vous des hommes qui, se tenant à l'écart de vous, vous critiquant même souvent avec sévérité, ne vont pas pour cela vous insulter à tort et à travers [...] Prenez garde, André Breton, de figurer plus tard dans les manuels d'histoire littéraire, alors que si nous briguions quelque honneur, ce serait celui d'être inscrits pour la postérité dans l'histoire des cataclysmes. »

Il est à noter qu'aucun membre du Grand Jeu n'a collaboré au pamphlet Un cadavre rédigé contre Breton à l'initiative de Georges Bataille et Robert Desnos.
Au début de 1932, l'« affaire Aragon » peut être l'une des causes provoquant l'éclatement du Grand Jeu. L'autre cause étant une dissension entre les deux principaux membres du Grand Jeu, René Daumal et Roger Gilbert-Lecomte. Ce dernier reproche à Daumal son engagement auprès d'un maître spirituel nommé Georges Gurdjieff qui, selon lui, aura poussé Daumal à laisser de côté les ambitions du Grand Jeu.
Autres collaborateurs du Grand Jeu :
- Hendrik Cramer
- Richard Weiner